# Ochii tăi căprui (cântec)
Ochii tăi căprui este cel de-al doilea single extras de pe albumul Vocea ta, al interpretei de origine română, Elena Gheorghe.
Cântecul „Ochii tăi căprui” s-a bucurat de difuzări frecvente la posturile de radio, obținând poziția douăzeci și unu în clasamentul Romanian Top 100. La scurt timp, Elena a câștigat un premiu acordat de Radio România Actualități, fiind numită „Intepreta anului 2006”, iar cântecul „Vocea ta” a fost nominalizat la categoria „Cea mai bună piesă a anului 2006”. În august 2007, la ceremonia premiilor Romanian Top Hit-Music Awards 2007, „Ochii tăi căprui” câștigă premiul pentru „Cea mai bună piesă a anului 2007”.